# Chalarus unilacertus
Chalarus unilacertus är en tvåvingeart som beskrevs av Morakote 1990. Chalarus unilacertus ingår i släktet Chalarus och familjen ögonflugor. Inga underarter finns listade i Catalogue of Life.